# Estanzuela de Romero
Estanzuela de Romero es una localidad del estado mexicano de Guanajuato. Es parte del municipio de Jerécuaro.

## Demografía
| Gráfica de evolución demográfica |
|                                  |

| Censo | Población |
| ----- | --------- |
| 1900  | 308       |
| 1910  | 200       |
| 1921  | 336       |
| 1930  | 336       |
| 1940  | 303       |
| 1950  | 454       |
| 1960  | 642       |
| 1970  | 709       |
| 1980  | 1 023     |
| 1990  | 1 359     |
| 2000  | 1 519     |
| 2010  | 1 505     |
| 2020  | 1 741     |